# Paolo Veronese
Malíř Paolo, zvaný podle místa narození Veronese (1528 nebo 1529 Verona – 19. dubna 1588 Benátky), se od roku 1555 podepisoval il Caliari nebo Cagliari. Byl vynikajícím malířem fresek a obrazů s náboženskou, mytologickou a historickou tematikou. Patřil k hvězdné trojici benátských malířů vrcholné renesance (Tizian, Veronese, Tintoretto). V malbě přijal benátský kolorit, ale uchoval si veronské použití světlých barev se stříbřitým leskem.

## Životopis
Paolo Veronese se narodil asi v roce 1528 jako jedno z pěti dětí v rodině veronského kameníka a sochaře Gabriela Spezapredyho a jeho manželky Catheriny. Paolovo původní příjmení proto bylo Spezapredy. Protože jeho matka byla nelegitimním dítětem veronského šlechtice Antonia Caliariho, Paolo se po roce 1555 začal podepisovat jako Paolo Caliari. Bylo to v době, kdy skončil učňovská léta započatá v roce 1541 v dílně veronského malíře Antonia Badila (1518 ? – 1560), který se později stal jeho tchánem. V roce 1544 přešel do dílny Giovanni Francesca Carota (1488–1563/66). Po roce 1545 Paolo již samostatně namaloval obrazy pro kostely ve Veroně a jejím okolí. Kolem roku 1551/52 Paolo odešel na pozvání kardinála Ercole Gonzagy do Mantovy, kde v tamní katedrále zasvěcené sv. Petru apoštolovi provedl freskovou výzdobu prostor poškozených předchozím požárem (1545). V roce 1551 byl pověřen členy významného rodu Giustinianových namalovat oltářní obraz pro rodinnou kapli v kostele San Francesco della Vigna a to krátce poté, co kaple byla přestavěna podle plánů Jacopa Sansovina (1486–1570). V tomtéž roce Paolo vytvořil ještě fresky (ve spolupráci s Giambattistou Zelottim a Anselmem Cannerim) ve Villa Soranzo nedaleko Trevisa. Vila byla v roce 1818 zbořen, ale tři roky před tím bylo 180 fragmentů původní freskové výzdoby přeneseno na plátno. Část z nich se dnes nachází v dómu v Castelfrancu, jiné v Benátkách, a některé objevíme i ve světových sbírkách.

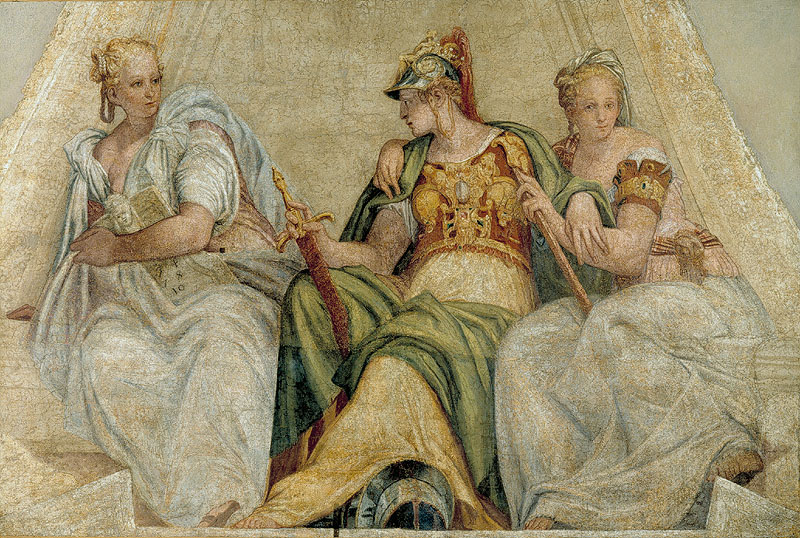
Minerva mezi Geometrií a Aritmetikou (1551, fragment fresky z Villa Soranzo; dnes v Palazzo Balbi, Benátky)

Tyto fragmenty fresek z Villa Soranzo dokládají výjimečnost Paolovy počínající malířské tvorby. Tato výjimečnost se projevila v roce 1553, kdy provedl odvážnou výzdobu stropu v Dóžecím paláci technikou sotto in su, tj. zezdola nahoru. Vedle menších freskových dekorací v Sala in Consiglio dei Dieci a v Sala dei Tre Capi del Consiglio provedl výzdobu stropů těchto místností. Následovala rozsáhlá fresková výzdoba benátského kostela San Sebastiano (1555/57). Vedle rozsáhlé freskové výzdoby, která předběhla obdobnou Tintorettovu výzdobu ve Scuola Grande di San Rocco (po 1564), Paolo v tomto kostele navrhl i varhanní skříň a kamenný oltář, pro který namaloval také obraz Madona ve slávě se sv. Šebestiánem. Nepřekvapí proto, že se malíř v té době přestěhoval do Benátek natrvalo. V letech 1556/57 se Paolo Veronese podílel, a to spolu s dalšími šesti umělci, na výzdobě velkého sálu knihovny sv. Marka v Benátkách. Alegorická výzdoba knihovny mu vynesla ocenění ve formě zlatého řetězu, který mu udělila rada jmenovaná Benátskou republikou, v jejímž čele stáli Tizian a Sansovino. Na jaře 1560 se Paolo vydal na cestu do Říma, aby zde mohl obdivovat nejen Michelangelovy práce v Sixtinské kapli, ale v neposlední řadě i jeho plastiky, stejně jako i stávající podobu památek připomínajících umělecké úspěchy starověkého Říma.

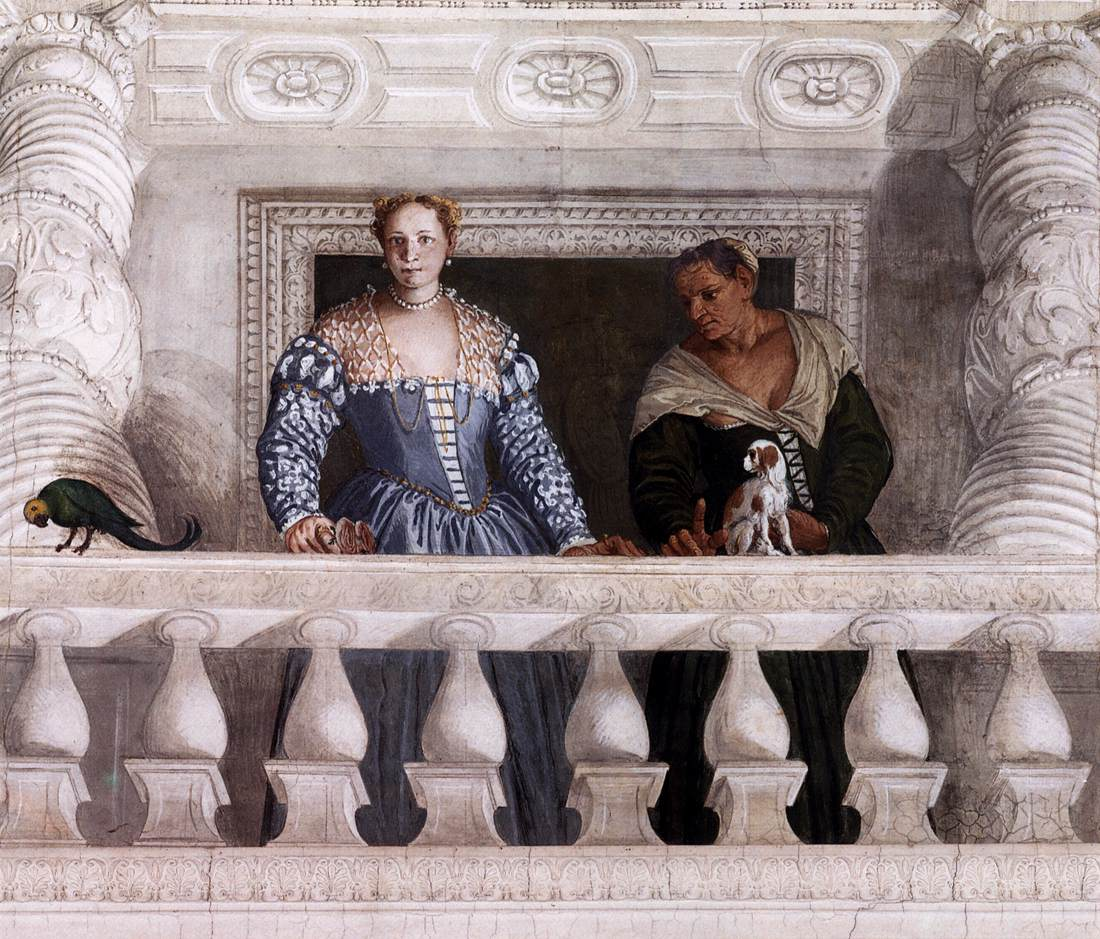
Giustiana Barbaro a její kojná (1561/62, Sala dell´Olimpo, Maser, Treviso, Itálie)

V letech 1561 a 1562 Paolo Veronese pracoval na freskové výzdobě interiérů ve Villa Barbaro v Maser (Treviso), která byla v roce 1559 dokončena podle návrhu architekta Andrey Palladia (1508–1580). Humanista Danielle Barbaro byl Paolovým obdivovatelem, a proto mu zadal freskovou výzdobu své vily v Maser. Detail fresky s vyobrazením Barbarovy manželky Giustiniany ukazuje mistrovskou iluzi prostoru při pohledu „zdola nahoru“. Po dokončení prací ve Villa Barbaro v Maser si benátští benediktini při San Giorgio Maggiore objednali neobvykle rozměrné plátno o ploše 66 metrů čtverečních pro svůj klášterní refektář. Obraz zobrazoval evangelikální příběh Svatba v Káni Galilejské. Tento 10 metrů vysoký obraz Paolo namaloval mezi roky 1562 a 1563 (dnes Louvre, Paříž). Malba připomíná divadelní scénu, které se vedle Ježíše Krista, Panny Marie a novomanželů účastní na stodvacet dalších hostů. Asi o 10 let později Paolo namaloval ještě tři další rozměrná plátna s námětem hostin nazvaná Hostina u sv. Řehoře Velikého (1572, Santuario di Monte Benco, Vicenza), Hostina v domě Šimona Farizeje (před 1573, Louvre, Paříž) a Hostina v domě Leviho (1573, Gallerie dell´Accademia, Benátky). Pro nevhodnost některých postav na poslední z hostin se Veronese dostal před inkviziční soud, který ho v konečném rozhodnutí požádal jen o úpravy na tomto obraze.

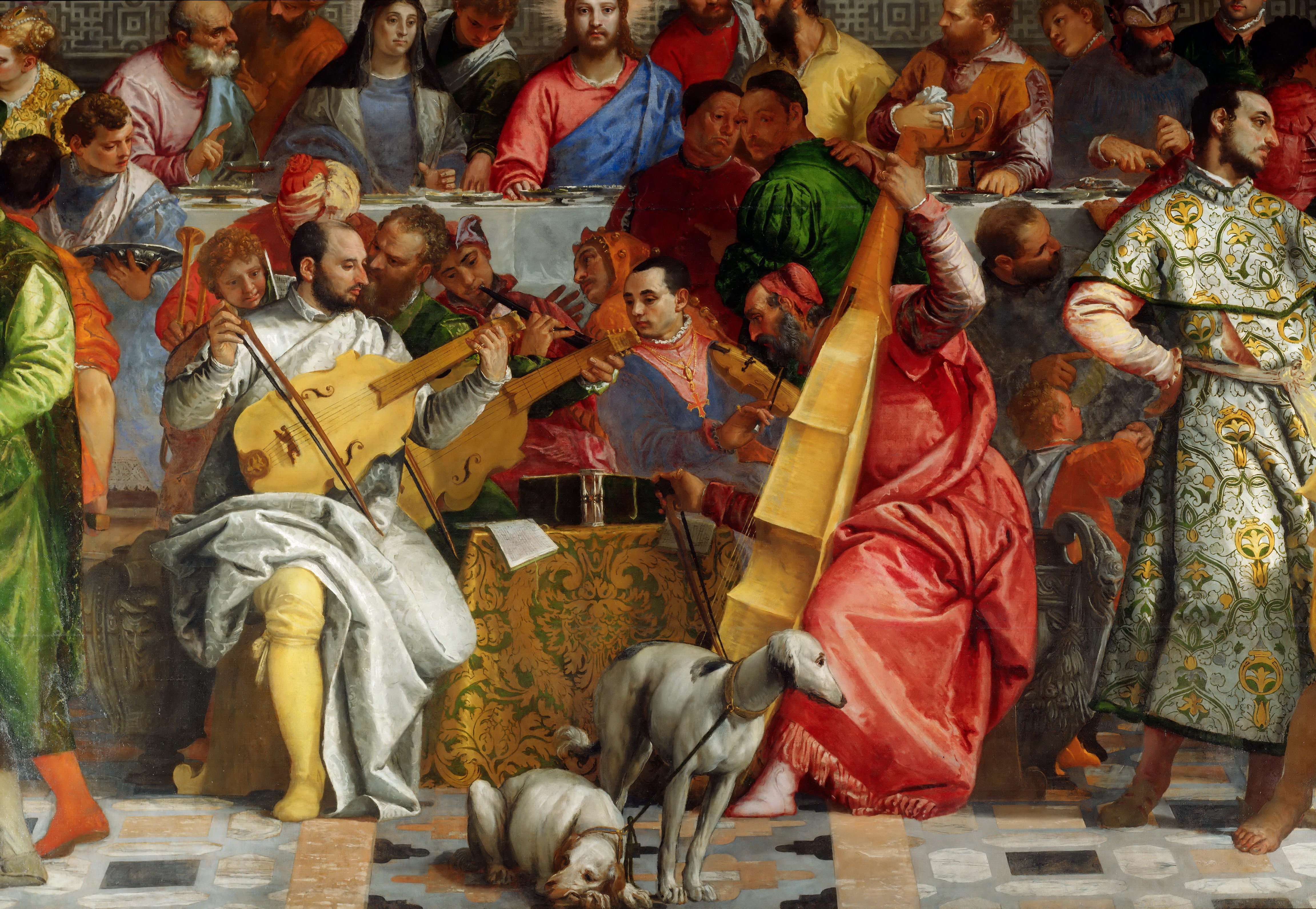
Detail obrazu Svatba v Káni Galilejské s Veronesovým autoportrétem (gambista vlevo dole) a portrétem Tintoretta (malá viola da braccio), Tiziana (hráč na violone vpravo) a Bassana (cornetto) – 1562/63, pařížský Louvre, Francie

V roce 1566 se Paolo Veronese oženil s dcerou svého prvního učitele Elenou Badile, se kterou měl později dceru a čtyři syny. Dva z nich, Carlo, zvaný Carletto, a Gabriele, později pracovali v otcově malířské dílně. Vznik dílny byl nutností, neboť malba velkoplošných pláten typu výše zmíněných hostin a výzdoba Dóžecího paláce byly nad možnosti jedné osoby. V Paolově dílně proto pracoval i jeho bratr Benedetto (1538–1598) a dokonce i jeho synovec Luigi Benfatto (1559–1611). Dílna, která využívala mistrových skic, pracovala ještě několik desetiletí po mistrově smrti. Za svého života Paolo Veronese využíval její malířské praktiky stále častěji, takže po roce 1580 je obtížné odlišit mistrovu práci od podílu jeho spolupracovníků. Patřili k nim především Giovanni Battista Zelotti, Giovanni Antonio Fasolo nebo Anselmo Canneri. V posledním desetiletí svého života mistr pracoval především na menších obrazech a portrétních objednávkách. Paolo Veronese zemřel 19. dubna 1588 v Benátkách a byl pohřben v tamním kostele San Sebastiano, pro který vytvořil freskovou výzdobu kostelního interiéru. Podle nápisu na náhrobním kameni pod kostelními varhanami, který nechali mistrovi zhotovit jeho synové a bratr Benedetto, je však uvedeno datum 20. duben téhož roku.

## Umělecká tvorba
Malba Paola Veronesa vycházela z tradice veronské školy, kterou malíř později změnil pod vlivem malby Giulia Romana (1499–1546) a Correggia (1489–1534). Zatímco fresky Giulia Romana v Sala dei Giganti mantovského Palazzo Te a ve vévodském paláci (Camerino dei Cesare), ovlivnily Veronesa robustností postav, Correggiova malba vnesla do jeho obrazů vyprávění příběhů s velkým počtem postav.

### Nástěnné malby

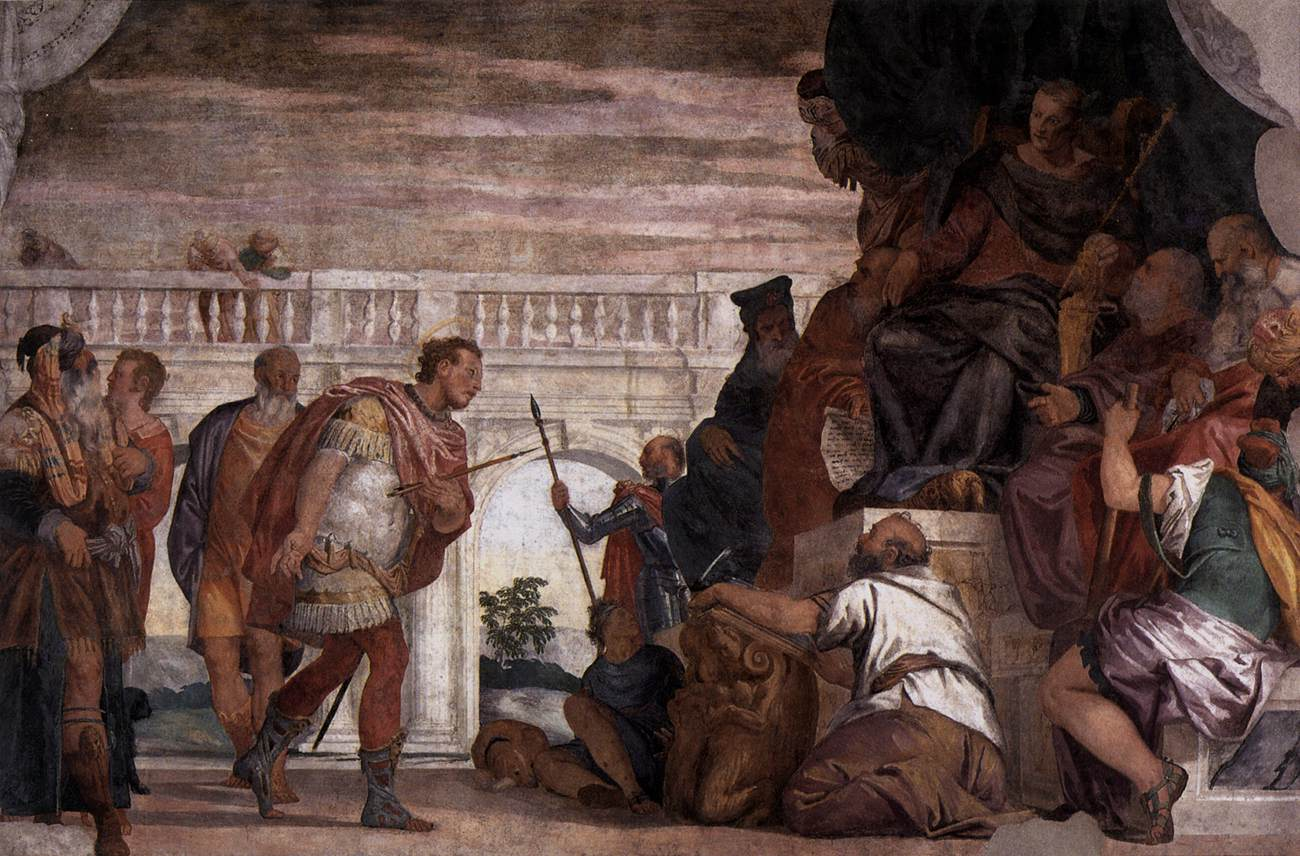
Svatý Šebestián před císařem Diokleciánem (1558; freska na mnišském kůru kostela San Sebastiano, Benátky)

Technice freskové malby se Paolo vyučil již v Badileho dílně. Protože klima benátské laguny není vhodné pro freskovou výzdobu fasád benátských paláců, Paolo mnohé z fresek namaloval v interiérech vil postavených mimo Benátky. Dokladem toho jsou fresky ve Villa Soranzo v Castelfranku (1551) nebo ve Villa Barbaro u Trevisa (1561). Avšak freskami vyzdobil i presbytář a kapli Grimaniových v benátském kostele San Sebastiano z roku 1556. V chrámové lodi téhož kostela jsou nad kůrem dvě fresky nazvané Sv. Šebestián před Diokleciánem a Ubíjení sv. Šebestiána. Oba obrazy Paolo namaloval o dva roky později 1558). Mezi roky 1555 a 1558 mistr vyzdobil freskami také fasádu domu Ballavitových a fasády domů rodiny Cappellových v Benátkách. Tyto fasádové fresky se však staly málo zřetelnými již za malířova života.

### Obrazy

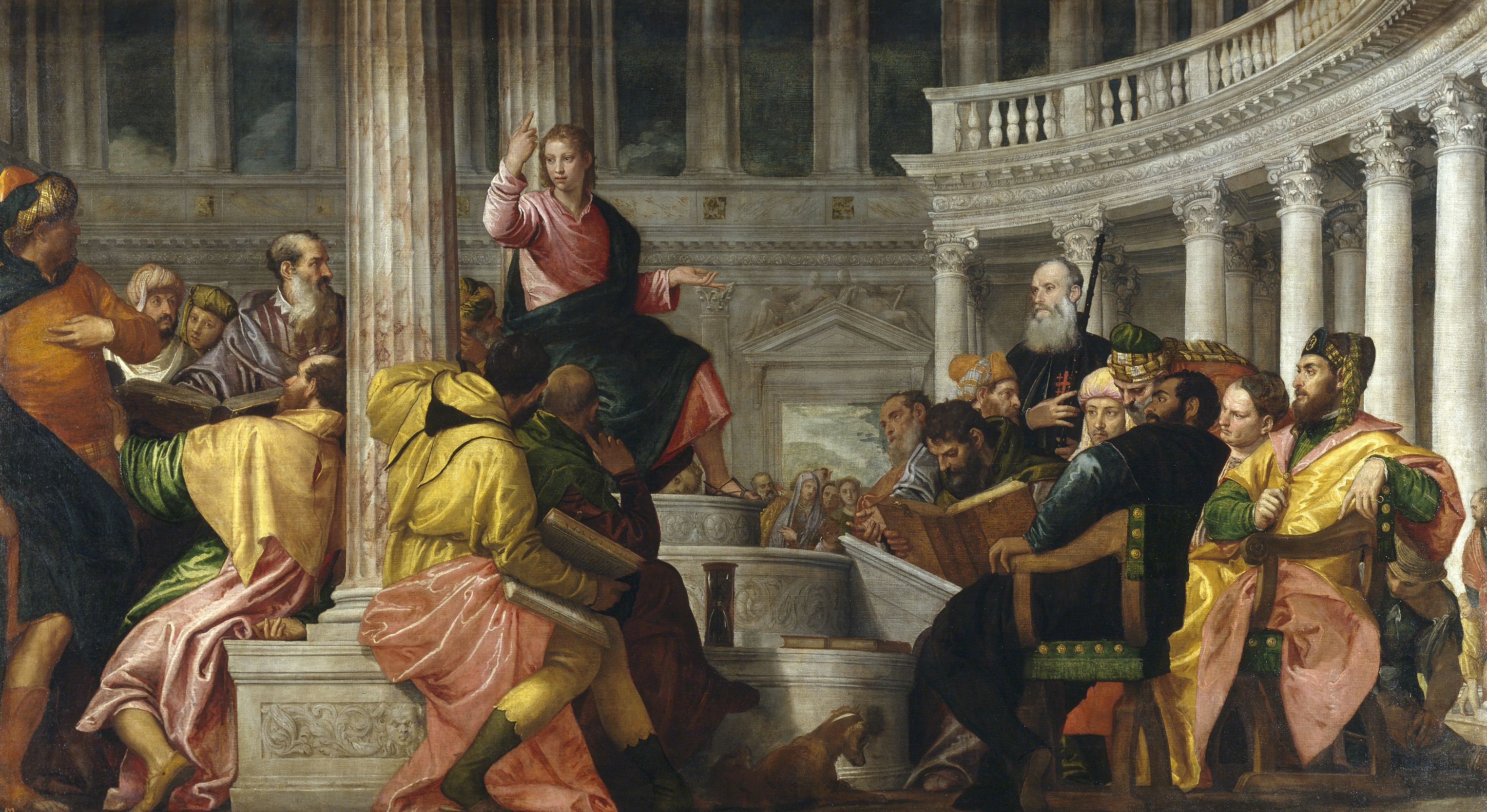
Dvanáctiletý Ježíš mezi učenci (1558/60. Museo del Prado, Madrid)

Asi krátce po příchodu Paola Veronesa do Benátek vznikl obraz Dvanáctiletý Ježíš mezi učenci, v němž se spojuje původní malířův veronský styl s poučením na benátské malbě vrcholné renesance, především poučení na Tizianových obrazech. Dokládá to tento Paolův obraz namalovaný mezi roky 1558 a 1560. Malíř na něm zobrazil diskutujícího dvanáctiletého Ježíše na vyvýšeném místě Jeruzalémského chrámu, zatímco divák, podobně jako vyobrazení učenci a farizeové, jsou na úrovni účastníka události, tj. v podhledu vůči Ježíšově postavě. Tento způsob malby „zdola nahoru“ Paolo často používal i později, podobně jako vyobrazení antického sloupořadí či bohatě zdobených barevných oblečení typických pro oděvy benátských obchodníků. Všechny tyto charakteristické rysy Paolovy malby pak nalezneme na jeho několika velkoplošných vyobrazeních hostin namalovaných mezi roky 1562/63 a 1572/73.

Hostina v domě Leviho (původně Poslední večeře Páně namalovaná 1573; dnes Galeria dell´Accademia, Benátky)

Rozměrné plátno Hostina v domě Leviho (5,55 × 12,80 m) bylo původně objednáno dominikány z benátského kostela Santi Giovanni e Paolo u Paola Veronesa, aby nahradilo zničený Tizianův obraz. Námět hostiny, které se účastní značný počet lidí nacházejících se ve slavnostní atmosféře iluzivní architektury, je zobrazen pomocí perspektivního podhledu. V postavě Leviho stojícího u levého sloupu centrálního oblouku a zvoucího kolemjdoucí na hostinu, Paolo zpodobnil sebe sama. Obraz zobrazoval šašky, opilce a kurtizány, což vyvolalo pohoršení u katolické inkvizice, která 18. července 1573 pozvala malíře k inkvizičnímu soudu. Ten se nakonec zachoval shovívavě a dal mistrovi tříměsíční lhůtu na odstranění některých postav. V souvislosti s tím byl obraz současně přejmenován z Poslední večeře Páně na Hostinu v domě Leviho.

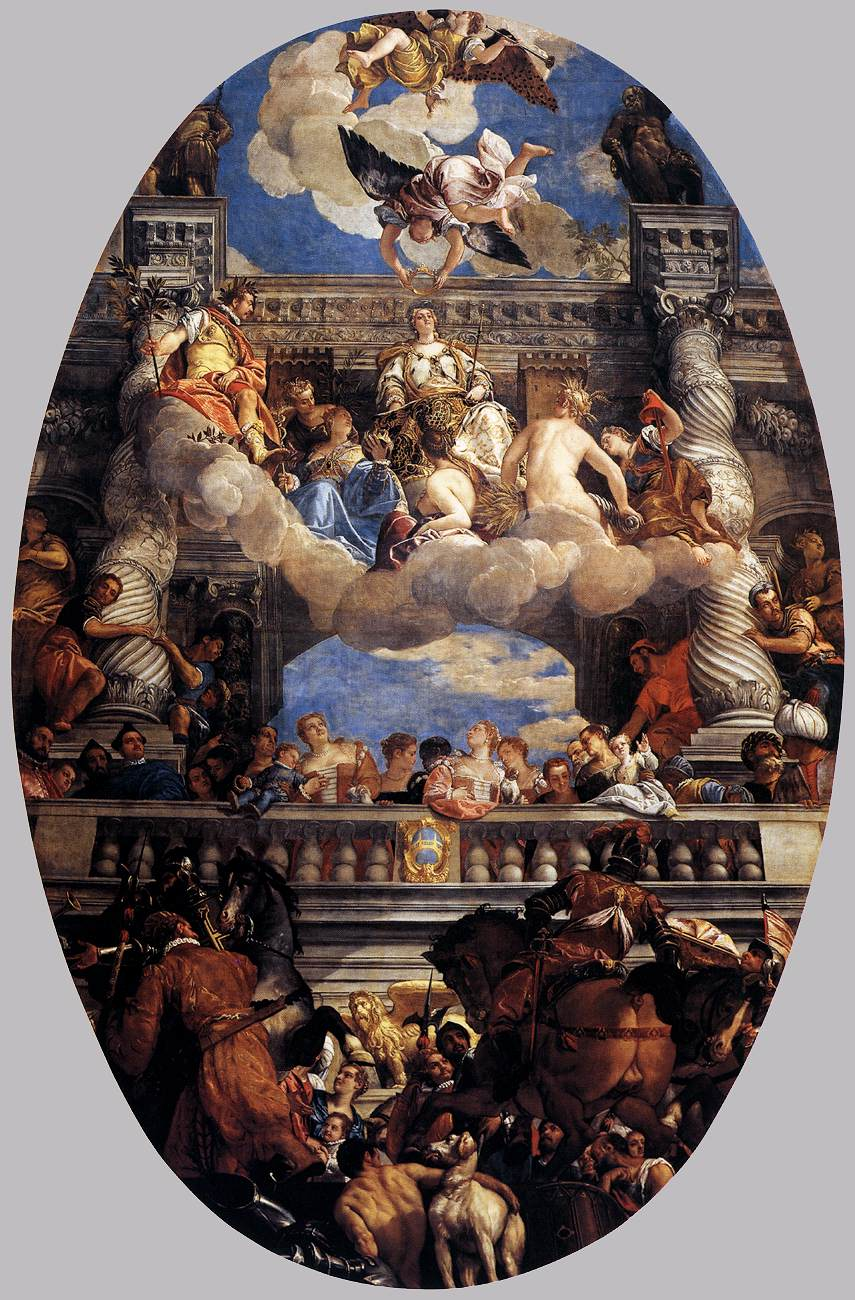
Triumf Benátek (asi 1585, Sala del Maggior Consiglio, Dóžecí palác, Benátky)

V roce 1577 požár poškodil prostory Dóžecího paláce, včetně Sala del Maggior Consiglio. Po opravě palácových interiérů následovala i obnova výzdoby jednotlivých sálů, která pokračovala až do roku 1585. Vedle Paola Veronesa se na obnově obrazové výzdoby jednotlivých sálů podíleli jak Jacopo Tintoretto (1518/19–1594), tak i mladý Palma il Giovane (1544/48–1628). Na stropě v Sala del Maggior Consiglio Veronese namaloval rozměrný oválný obraz znázorňující korunovaci Benátek Vítězstvím nazvaný Triumf Benátek (9,0 × 5,8 m). Na obraze, který přes pozdější přemalby vyniká barevností, se podíleli i malířovi pomocníci, stejně jako na malbě dalších pláten pocházejících z té doby. Je zřejmé, že se Paolo v té době věnoval spíše přípravě maleb, což dokládá i jeho perokresba nazvaná stejně jako pozdější obraz Triumfu Benátek (dnes sbírka hraběte Harewooda, Londýn). Obrazy, které Paolo Veronese namaloval mezi roky 1570 a 1580 však nepochybně vykazují malířův rukopis. Mezi ně patří i obraz Amor svazuje Venuši a Marta. Obraz z Rudolfových sbírek odvezli Švédové z Prahy v roce 1648 jako válečnou kořist. Později obraz několikrát změnil vlastníka, aby ho nakonec zakoupilo Metropolitní muzeum v New Yorku.

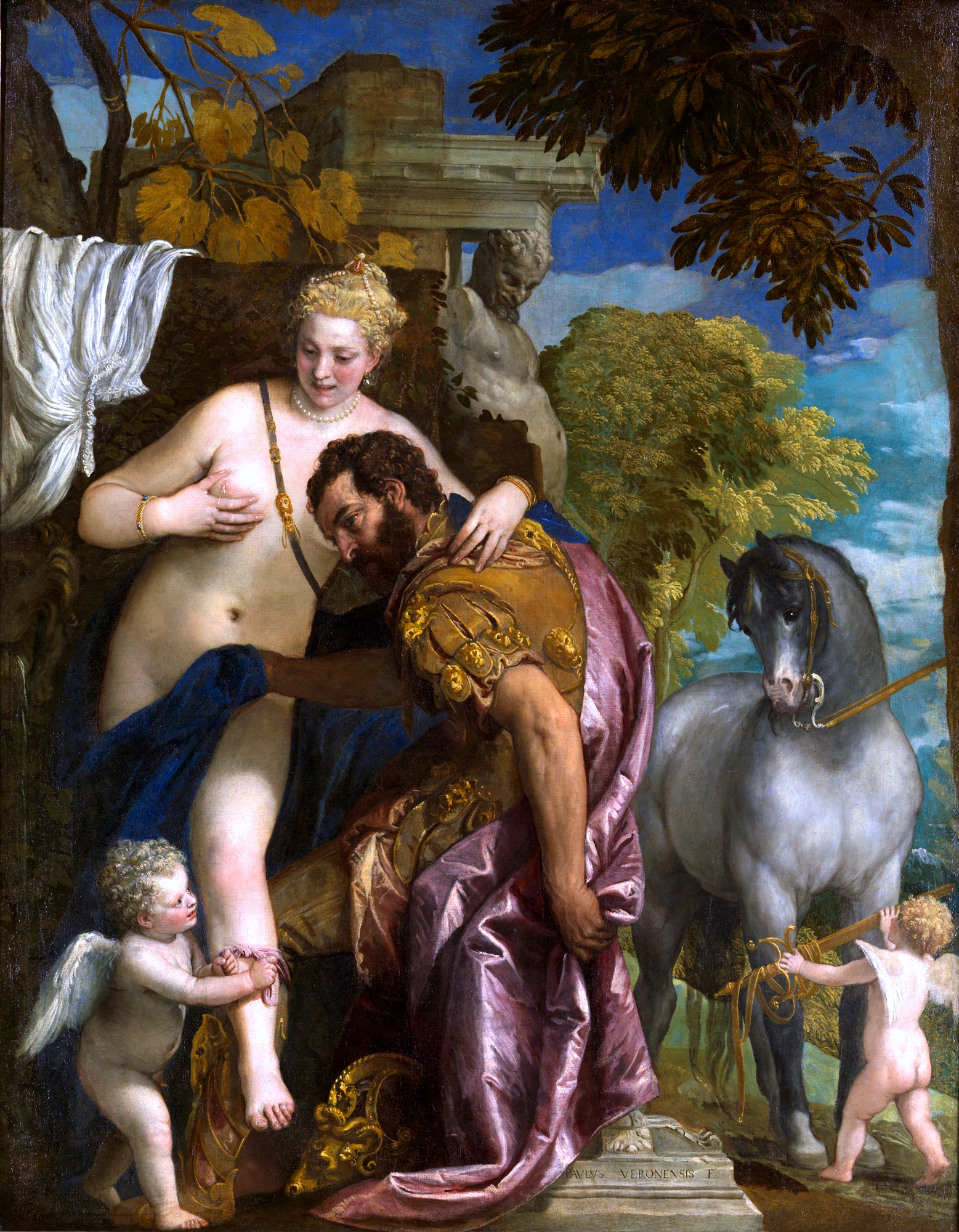
Mars a Venuše spojeni Amorem (1570/80, Metropolitan Museum of Art, New York)

Historici umění však vysvětlují téma tohoto obrazu různě. Někteří se domnívají, že se jedná o Juno, která přijímá Herkula za svého syna, zatímco jiní hovoří o tom, že obraz zachycuje Amora proměňujícího Lásku v Cudnost. Existuje i názor, že se nejedná o obraz určený pro císaře Rudolfa II., ale o samostatné Veronesovo dílo. Otázku, kdo si obraz objednal a co znázorňuje, dále komplikuje skutečnost, že ze stejné doby pochází také obraz nazvaný Mars a Venuše s Amorky a koněm. Tyto nejasnosti ještě zvýrazňují dva fragmenty s detaily, které by mohly pocházet z původního originálu.

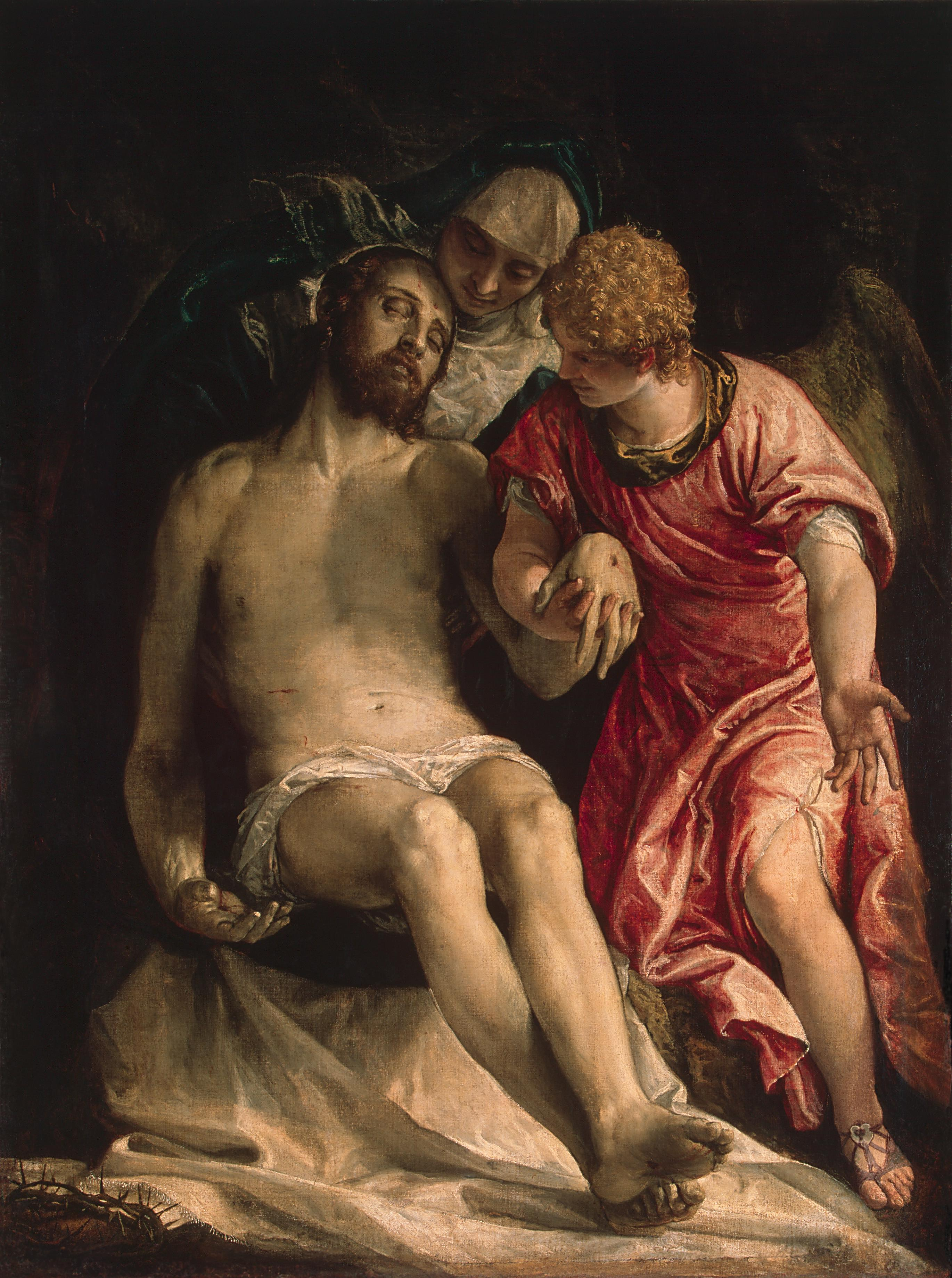
Pieta (obraz známý též jako Oplakávání pochází z let mezi 1576 a 1582; Ermitáž, Petrohrad)

Obraz Pieta, původně určený pro benátský kostel Santi Giovanni e Paolo, pochází z posledního desetiletí malířovy tvorby. Vyznačuje se malířovým ústupem od dřívější barevnosti mistrových obrazů a je nejen tématem a datací, ale i zmíněnou barevností blízký stejnojmennému Tizianovu obrazu vystavenému v Gallerie dell´Accademia. Obraz v petrohradské Ermitáži je asi nejkvalitnější z několika existujících verzí tohoto obrazu. Nejznámější z nich je verze v Musée des Beaux-Arts (Lille, Francie). Na temném pozadí lze za tělem Ježíše Krista spatřit tvář Panny Marie. Před mrtvým Ježíšem stojí anděl v červené tunice s gestem vyzývajícím Krista, aby vstal, což lze považovat za předzvěst jeho zmrtvýchvstání.

### Veronesovy obrazy v České republice
V českých sbírkách lze spatřit nejméně sedm obrazů vztahujících se k Paolo Veronesovi. Dva z těchto obrazů jsou dílenskými pracemi. V této dílně pracoval nejen Paolův mladší bratr Benedetto, ale i jeho synové, Carlo, zvaný Carletto (1570–1596) a Gabriele (1568–?). Oba obrazy jsou v Obrazárně Pražského hradu vystaveny pod názvem Klanění pastýřů a Mytí nohou. Tato plátna byla nejspíše namalována mezi roky 1585 a 1588.

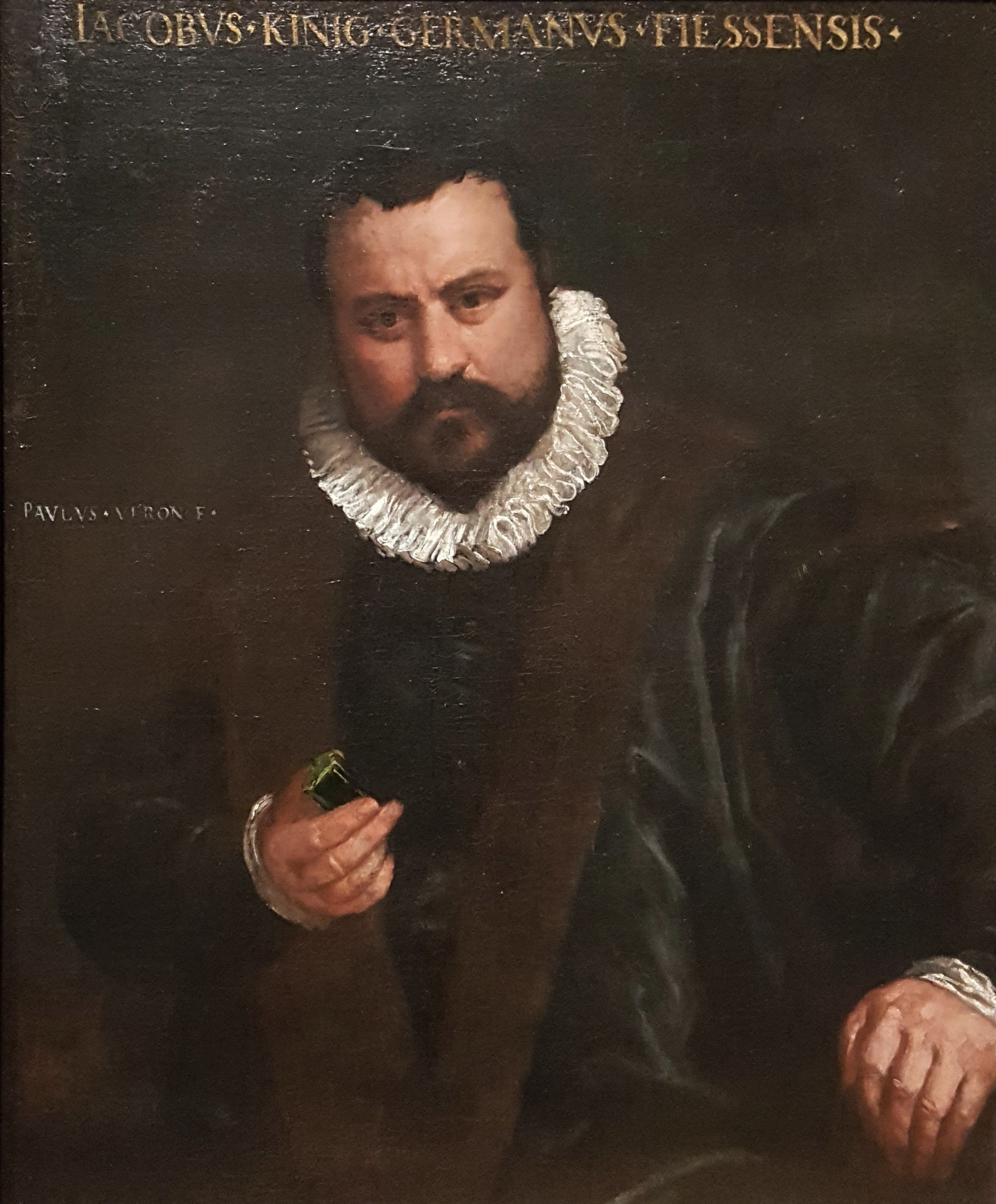
Portrét klenotníka Jakoba Kiniga (Königa) (kolem 1575; Obrazárna Pražského hradu, Praha)

V téže obrazárně jsou vystaveny i dva Veronesovy originály a to Podobizna klenotníka Jakoba Kiniga (Königa) a Svatá Kateřina Alexandrijská s andělem. První z obrazů, který je malířem i signován, dokládá, že Paolo Veronese byl i dobrým portrétistou. Na obraze je střízlivými barvami, černou a modrou, vyobrazen asi padesátiletý Hans Jacob Kinig (König), německý zlatník, klenotník a obchodník s uměleckými předměty působící v Itálii, především pak v Benátkách. Obraz byl součástí klenotníkovy sbírky portrétů známých umělců. Po jeho smrti sbírku převzal jeho syn König von Königsfeld, komorník císaře Rudolfa II. Lze proto předpokládat, že podobizna pochází ještě z císařovy Kunstkomory. Druhým mistrovým obrazem v Obrazárně Pražského hradu je plátno se Svatou Kateřinou Alexandrijskou s andělem, které prof. Neumann datoval do počátku 80. let 16. století. Původně bylo plátno větších rozměrů, ale později bylo seříznuto za účelem táflování. Obraz není malířem signován, ale stříbřitost barev a použití zlatožlutých, světlerůžových a červených odstínů barev je příznačné pro Veronesovu malířskou tvorbu. Další Veronesův obraz se nachází v Lobkowiczkých sbírkách na zámku Nelahozeves a zobrazuje biblický výjev David s hlavou Goliášovou. V obrazárně Arcibiskupského zámku v Kroměříži je vystavován Veronesův obraz nazvaný Jedenáct apoštolů, který je odříznutou částí obrazu s původním názvem Nanebevstoupení Krista nabo Nanebevzetí Panny Marie. Obraz namalovaný Veronesem kolem roku 1575 byl malířem rovněž signován. Také na zámku Jaroměřice nad Rokytnou se nachází Veronesovo plátno označené jako Portrét mladého šlechtice v brnění (portrét Collaltina, hraběte di Collalto). Obraz pochází ze zámku Uherčice. Hrabě Collaltino byl úspěšný diplomat a válečník pocházející z nejvyšších kruhů benátské společnosti. Byl příslušníkem starobylého langobardského rodu, jehož kořeny sahají do 10. století. Rod, který vlastnil také majetky na Moravě, mimo jiné i zámky Brtnice a Uherčice, patřil mezi vůbec nejstarší evropské šlechtické rody.

## Umělecko-historický význam malířského díla Paola Veronesa
Paolo Veronese byl ve svých obrazech malířskou osobností, která ve svých dílech oslavovala plnost života a krásnou architekturu Benátek 2. poloviny 16. století. Po mistrově smrti vedení dílny převzal jeho syn Carlo, který však předčasně zemřel (1598). Carlův bratr Gabriele se věnoval především prodeji uměleckých artefaktů, což nakonec vedlo k úpadku dílny. Přesto Paolův vliv na benátskou malbu byl ještě patrný v dílech Sebastiana Ricciho (1659–1734) a Giovanni Battisty Tiepola (1696–1770). V období baroka a rokoka na barevnost Paolových obrazů navázal nejen Peter Paulus Rubens (1577–1640) a Anthonis van Dyck (1599–1641), ale i Antoine Watteau (1684–1721). Přesto dílo Paola Veronesa upadlo do přechodného zapomnění. Byl to Paul Cézanne (1839–1906), který Veronesa znovu objevil pro moderní malířství.